# Berkesi Sándor
Berkesi Sándor (Budapest, 1944. június 6. –) Kossuth- és Liszt Ferenc-díjas karnagy, ny. főiskolai docens. A magyar református egyházzene meghatározó képviselője, formálója. Debrecen díszpolgára.

## Munkássága
A budapesti Nagymező utcai Zenei Gimnáziumban érettségizett 1962-ben, valamint ugyanebben az évben végzett a Bartók Béla Zeneművészeti Szakközépiskola szolfézs-zeneelmélet szakán. Diplomáját 1967-ben szerezte meg a Zeneakadémia középiskolai énektanár és karvezető tanszakán. Ugyanebben az évben lett a Debreceni Református Kollégium Gimnáziumának énektanára, majd a Hittudományi Egyetem oktatója (2016-ig), valamint a Kántus vezető karnagya (2021-ig).
1991-től a Liszt Ferenc Zeneművészeti Egyetem Debreceni Konzervatóriumának főállású tanára, majd később főiskolai docense lett. 1999-től 2016-ig a Tiszántúli Református Egyházkerület és a Református Kollégium egyházzenei igazgatója, valamint a Debreceni Református Hittudományi Egyetem tanára volt. A Nagykőrösi Református Tanítóképző (1992-93), a Sárospataki Református Teológia (1993-94) és a nagyváradi Partiumi Keresztény Egyetem (1996-2016) vendégtanára volt. Kórusai a Kántus mellett a Debreceni Orvostudományi Egyetem vegyeskara (1988-1996), a szlovákiai Fiatal Reformátusok Szövetsége kamarakórusa (1997-2004) és a nagyváradi Partiumi Keresztény Egyetem vegyeskara (1996-2016), valamint több alkalommal vezényelte a Debreceni Kodály Kórust is. 2015-től 2019-ig a Sárospataki Református Kollégium vegyeskarának vezető karnagya volt.
Munkássága elsődlegesen az említett Kántus életében volt igen meghatározó. Berkesi Sándor alatt az 1739 óta működő kórus országos és nemzetközi hírnévre, tekintélyre tett szert; 1996-ban megkapta a summa cum laude címet.
Az országos református kántorképzés szolgálatába Debrecenben 1967-ben kapcsolódott be, a tanfolyam tanulmányi vezetője volt évekig. 1990-től segített a Tiszáninneni (Sárospatak, majd Miskolc) és a Királyhágómelléki (Nagyvárad) Egyházkerületek tanfolyamának újraindításában. Több alkalommal volt vendégtanára a Székelyudvarhelyen, 2015-ben beindult regionális kántortovábbképzőnek.
Meghívásra rendszeresen tart előadásokat egyházzenei témákban.

## Kitüntetései
- 1982: A Kodály Társaságtól KODÁLY-DIPLOMA.
- 1988: A Magyar Népköztársaság Minisztertanácsa által adományozott KIVÁLÓ MUNKÁÉRT JELVÉNY.
- 1994: Debrecen Megyei Jogú Város Önkormányzatának CSOKONAI-DÍJA.[2]
- 1995: A Debreceni Orvostudományi Egyetem PRO UNIVERSITATE-DÍJA (a DOTE-kórussal).
- 1997: A Magyarországért Alapítvány Magyar Örökség díja (a Kántussal)
- 1998: A város kulturális életében kifejtett munkáért DEBRECEN KULTÚRÁJÁÉRT-DÍJ.
- 1999: A Nemzeti Kulturális Örökség Miniszterétől LISZT FERENC-DÍJ.
- 2000: A Királyhágómelléki Ref. Egyházkerülettől PRO PARTIUM-DÍJ.
- 2002: A Tiszántúli Ref. Egyházkerülettől és a Debreceni Ref. Kollégiumtól SZENCI MOLNÁR ALBERT-DÍJ.
- 2005: A Partiumi Keresztény Egyetemtől PRO UNIVERSITATE PARTIUM DÍJ.
- 2006: A Pro Renovanda Cultura Hungariae Alapítvány KODÁLY ZOLTÁN DÍJA.
- 2007: Debrecen Díszpolgára
- 2013: A Falvak Kultúrájáért Alapítványtól a Magyar Kultúra Lovagja cím.
- 2013: A Magyar Érdemrend tisztikeresztje.
- 2013: Az Emberi Erőforrások Miniszterétől KÁROLI GÁSPÁR-DÍJ
- 2014: A Kardos Pál Alapítványtól PRO MERITIS emlékérem (Életműdíj)
- 2016: Az Erkel Ferenc Társaság Tiszteletbeli Tagja
- 2016: A Károli Gáspár Református Egyetem Díszpolgára
- 2017: A Sárospataki Református Teológiai Akadémia tiszteletbeli professzora
- 2018: A Magyar Kórusok, Zenekarok és Népzenei Együttesek Szövetsége - KÓTA által adományozott KÓTA DÍJ (Életmű kategóriában)
- 2018: Kossuth-díj
- 2018: A Bocskai István Társaságtól BOCSKAI ISTVÁN-DÍJ
- 2022: A Szlovákiai Református Egyház Zsinatától PÁLÓCZI CZINKE ISTVÁN-DÍJ
- 2023: Kölcsey-emlékplakett[3]

## Szakmai díjai
- 1982: Debreceni Bartók Béla Nemzetközi Kórusverseny ifjúsági vegyeskarok kategória I. díj, Közönségdíj, Karnagyi különdíj (Kántus)
- 1984: Middlesbrough (Anglia) Nemzetközi Kórusverseny ifjúsági vegyeskarok kategória I. díj (Kántus)
- 1988: Spittal (Ausztria) Nemzetközi Kórusverseny folklór kategória II. díj (Kántus)
- 1990: Maasmechelen (Belgium) Nemzetközi Kórusverseny I. díj (Debreceni Orvostudományi Egyetem Kórusa)
- 1997: Budapesti Nemzetközi Kórusverseny Arany-diploma, Karnagyi Különdíj (Kántus)
- 1999: Galánta – arany minősítés (a szlovákiai Firesz – Fiatal Reformátusok Szövetségének Cantate Domino Kamarakórusa)
- 2000: Debreceni Bartók Béla Nemzetközi Kórusverseny a Bartók Rádió különdíja és karnagyi különdíj (Partiumi Keresztény Egyetem Vegyeskarával / Nagyvárad)
- 2002: Busan (Dél-Korea) Kórusolimpia – két ezüst érem: ifjúsági vegyeskarok és a-cappella folklór (Kántus)
- 2003: Budapest – III. Kodály Zoltán Magyar Kórusverseny ifjúsági vegyeskarok kategória I. díj, a Debreceni Kórusversenyiroda különdíja, és a Kodály Zoltánné Péczeli Sarolta által adományozott Nagydíja (Partiumi Keresztény Egyetem Vegyeskara)

## Könyvei
- "Tartsd fel a zászlót! Énekgyűjtemény cserkészeknek" (szerk., Debreceni Református Kollégium, Debrecen, 1991 (Cserkészfüzetek, 1.))
- "Te néked zengek éneket" – Gyülekezeti énekiskola (Országos Református Tanáregyesület, 1994)
- "Az Úrnak zengjen az ének" – Ifjúsági énekeskönyv (szerk., Kálvin Kiadó, 2006)
- "A Zengő Ige szolgálatában" – Válogatott írások, előadások és beszélgetések (Tiszántúli Református Egyházkerület, 2007)
- "Énekeljetek, zengedezzetek Néki! 1." - Kórusgyűjtemény (szerk., Főnix Zeneműhely, 2016)

## Jelentősebb művek betanítása, dirigálása
- Monteverdi: 117. zsoltár
- Vivaldi: Gloria
- Händel: Messiás-keresztmetszet
- Händel: János passió
- Händel: Zadok, the Priest
- Bach: Komm Jesu, komm
- Bach: 78. kantáta
- Bach: 79. kantáta
- Mendelssohn: 42. zsoltár
- Mendelssohn: Illés-oratórium
- Mendelssohn: Lobgesang (II. szimfónia)
- Liszt: Christus /Pater noster, Tu es Petrus/
- Duruflé: Requiem
- Cherubini: Requiem (c-moll)
- Kodály Zoltán: Pange lingua
- Kodály Zoltán: Psalmus Hungaricus (10 alkalommal)
- Kodály Zoltán: Mátrai képek
- Kodály Zoltán: Jézus és a kufárok
- Kodály Zoltán: Liszt Ferenchez
- Gárdonyi Zoltán: A tékozló fiú (kis oratórium)
- Gárdonyi Zoltán: A sareptai özvegy (kis oratórium)
- Szokolay Sándor: Kantáta a gályarabok emlékére
- Orbán György: Karácsonyi oratórium

A Kántusnak írt művek ősbemutatói:
- Gárdonyi Zoltán: Memento - Szenvedésből szabadulásra (Kantáta a gályarabok emlékére)
- Gárdonyi Zoltán: Bethlen Gábor éneke
- Vass Lajos: Furor bestiae (A fenevad dühöngése - kantáta)
- Vass Lajos: Kiáltó szó
- Vass Lajos: Kőrösi Csoma Sándor üzenete
- Bárdos Lajos: Az Úr érkezése
- Bárdos Lajos: Bartók Béla békefohásza
- Szokolay Sándor: Grádicsok éneke
- Birtalan József: Templom és iskola
- Terényi Ede: 125. zsoltár (a DOTE-kórussal)
- Reményi Attila: 115. zsoltár
- Gárdonyi Zsolt: Hálaadó ének
- Vajda János: Adj már csendességet
- Vajda János: Karácsonyi ének
- Vajda János: Istenes ének (oratórium)